# Тэтчер, Денис

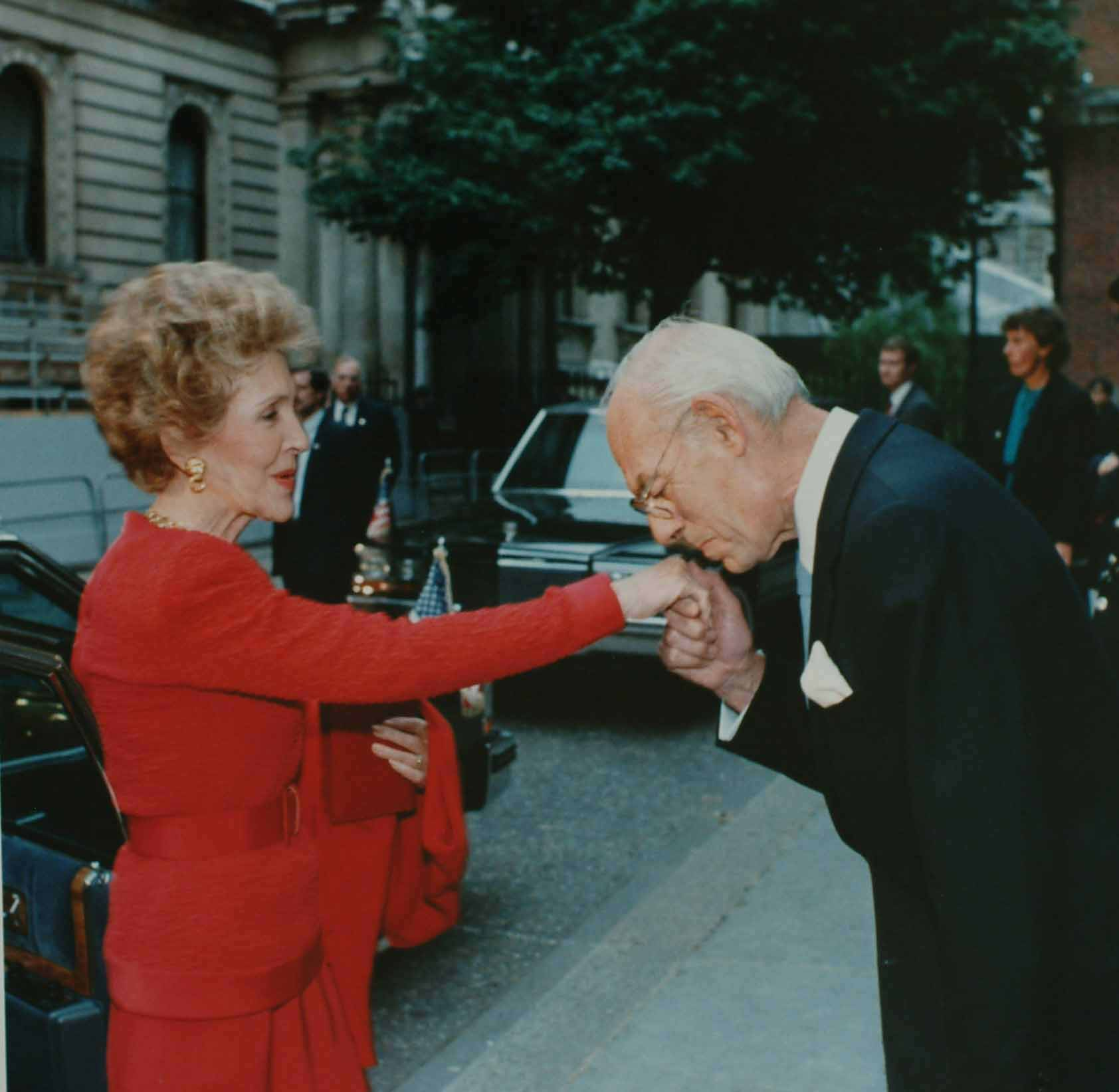
Денис Тэтчер приветствует Нэнси Рейган, целуя ей руку.

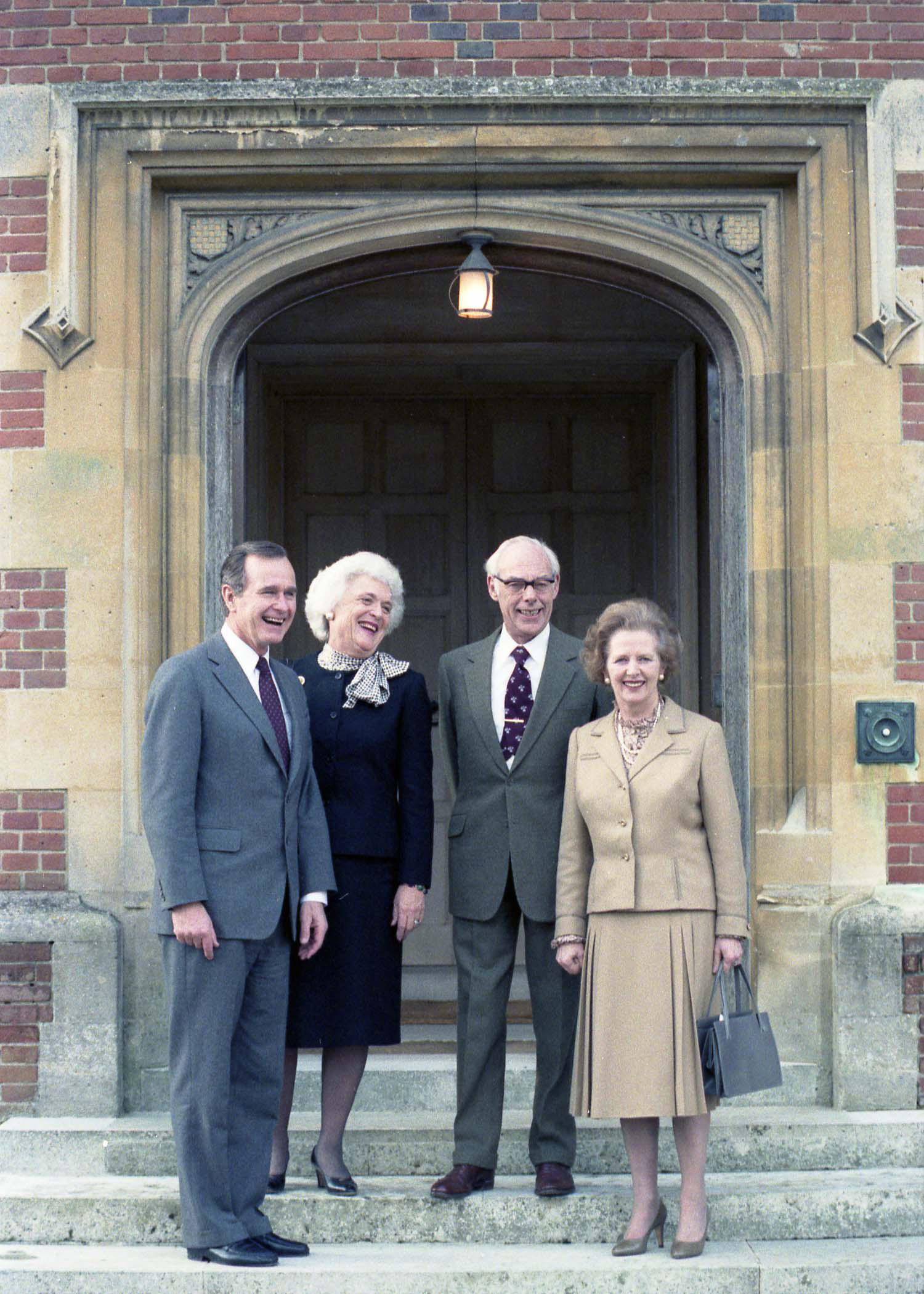
Джордж и Барбара Буш, Денис и Маргарет Тэтчер в усадьбе Чекерс.

Сэр Де́нис Тэ́тчер, 1-й баронет (англ. Sir Denis Thatcher, 1st Baronet; 10 мая 1915 — 26 июня 2003) — британский бизнесмен, военный и общественный деятель, супруг 71-го премьер-министра Великобритании Маргарет Тэтчер.

## Биография
Денис Тэтчер родился 10 мая 1915 года в Лондоне. Окончил частную школу «Милл Хилл» в Барнете в 1933 году, работал в химической фирме своего отца, во время Второй мировой войны служил в армии и участвовал в боевых действиях, затем вернулся в семейную фирму.
13 декабря 1951 года был заключён брак между ним и Маргарет Тэтчер, урождённой Маргарет Робертс. 15 августа 1953 года у пары родилась двойня, девочка и мальчик — Кэрол и Марк Тэтчер. Денис умер 26 июня 2003 года в Лондоне, его тело было кремировано в крематории Мортлейк.

## Супруг премьер-министра Великобритании

Герб Дениса Тэтчера

4 мая 1979 года Маргарет Тэтчер стала первой женщиной — премьер-министром Великобритании и пробыла на этом посту до 28 ноября 1990 года. В качестве супруга премьер-министра Денису Тэтчеру предшествовала Одри Каллаган, жена Джеймса Каллагана (премьер-министр в 1976—1979 годах). В том же качестве Дениса сменила Норма Мейджор, жена Джона Мейджора (премьер-министр в 1990—1997 годах). 
12 октября 1984 года в Брайтоне при взрыве бомбы в гостинице погибли пять человек, Денис и Маргарет Тэтчер не пострадали.

## Баронетство
В декабре 1990 года Денису Тэтчеру был пожалован наследуемый рыцарский титул баронета. В современной британской системе наград баронетство — наследуемая почесть с титулом сэр. После смерти Дениса в 2003 году титул перешёл к его сыну Марку Тэтчеру. 

## В культуре

### Фильмы
В фильме «Железная леди» (2011) роль Дениса исполнили Джим Бродбент и Гарри Ллойд. Джим Бродбент за эту роль был номинирован на премию BAFTA за лучшую мужскую роль второго плана. В фильме персонаж Денис упоминает роман «Eye of the Needle» и поэму Редьярда Киплинга «The Female of the Species».
Питер Дэвисон сыграл Дениса в телефильме «The Queen» (2009). Сатирик Джон Уэлл играл Дениса в шпионской драме «Только для твоих глаз» (1981), Иан Макдермид в телефильме «Маргарет» (2009), Рори Киннир в телефильме «Долгий путь к Финчли» (2008), Джеффри Бивер в комедийной драме «Jeffrey Archer: The Truth» (2002). Стивен Боксер исполнил роль Дениса в четвертом сезоне телесериала «Корона» от Netflix (2020).

### Пресса
В 1980-х годах сатирический журнал «Прайвэт Ай» публикует цикл вымышленных писем от Дениса Тэтчера к его другу, возможно, Биллу Дидсу.